# Пугін Микола Андрійович
Микола Андрійович Пугін (нар. 30 червня 1940, село Муханово Сосновського району, тепер Нижньогородської області, Російська Федерація) — радянський і російський діяч, промисловець, генеральний директор Горьковського автомобільного заводу, міністр автомобільної промисловості СРСР, міністр автомобільного та сільськогосподарського машинобудування СРСР, президент відкритого акціонерного товариства «ГАЗ». Член ЦК КПРС у 1986—1990 роках. Депутат Верховної Ради СРСР 11-го скликання. П'ять разів обирався депутатом Законодавчих зборів Нижньогородської області. Дійсний член Російської інженерної академії. Дійсний член Міжнародної інженерної академії. Дійсний член Академії природничих наук. Почесний Президент Російської автомобільної федерації.

## Життєпис
Народився в родині ремісника.
У 1958 році закінчив Павловський індустріальний технікум Горьковської області.
У 1958—1975 роках — верстатник, наладчик, майстер, начальник дільниці, заступник начальника цеху Горьковського автомобільного заводу (ГАЗ).
Член КПРС з 1965 року.
У 1967 році закінчив без відриву від виробництва Горьковський політехнічний інститут, здобув кваліфікацію інженер-механік за спеціальністю автомобілі та трактори.
У 1975—1981 роках — головний інженер заводу коробок швидкостей виробничого об'єднання «Горьковський автомобільний завод» (ГАЗ).
У 1981—1983 роках — технічний директор, у 1983 — жовтні 1986 року — генеральний директор виробничого об'єднання «Горьковський автомобільний завод».
24 жовтня 1986 — 2 грудня 1988 року — міністр автомобільної промисловості СРСР.
2 грудня 1988 — 28 серпня 1991 року — міністр автомобільного та сільськогосподарського машинобудування СРСР. 28 серпня — 26 листопада 1991 року — в.о. міністра автомобільного та сільськогосподарського машинобудування СРСР.
У 1991—1996 роках — президент акціонерного товариства «Автосільгоспмашхолдинг».
Одночасно з 1994 до 2001 року — президент відкритого акціонерного товариства «ГАЗ» у місті Нижньому Новгороді.

## Нагороди і звання
- орден «За заслуги перед Вітчизною» ІІ ст. (Російська Федерація) (1.07.2020)
- орден «За заслуги перед Вітчизною» ІІІ ст. (Російська Федерація) (19.10.1996)
- орден «За заслуги» ІІ ст. (Україна) (26.06.2000)
- орден Трудового Червоного Прапора (1982)
- орден «Знак Пошани» (1977)
- орден Нижньогородської області «За громадянську доблесть і честь» III ст. (2010)
- медаль «За трудову відзнаку» (1974)
- медаль «За доблесну працю. В ознаменування 100-річчя з дня народження Володимира Ілліча Леніна» (1970)
- медаль «300 років Російському флоту» (1996)
- Золота медаль ВДНГ (1982)
- медалі
- Державна премія СРСР в галузі науки і техніки (1985)
- Премія Нижнього Новгорода (1996)
- Почесний громадянин Нижньогородської області (1999)
- Почесний громадянин Нижнього Новгорода (23.06.1999)
- Почесний громадянин Автономної республіки Крим (1999)
- Почесний машинобудівник Російської Федерації (2000)